# 科夫斯港
科夫斯港（Coffs Harbour）是澳大利亚新南威尔士州北海岸的临海城市，位于悉尼以北540公里，纽卡斯尔以北385公里，布里斯班以南440公里。
冬季时该城人口约超过7万，在度假时节则可增至10万。
南十字星大学即位于科夫斯港。